# Un día bajo el sol
Un día bajo el sol es una película noruega rodada en Galicia, dirigida por Bent Hamer y estrenada en 1998.

## Argumento
En su primer viaje al extranjero, Almar llega a la costa gallega desembarcando en Vigo. Busca expertos que le puedan arreglar el reloj de oro que heredó de su abuelo y que accidentalmente se le cayó al mar. Los relojeros son lentos y meticulosos, por lo que se ve en la obliga de permanecer en Galicia durante un tiempo.

## Personajes
- Eric Magnusson como Almar.
- Nicholas Hope como Windy.
- Ingrid Rubio como Marta.
- Luis Cuenca como relojero 1.
- Josep Lluís Fonoll como relojero 2.
- Pilar Bardem como Gloria.
- El Gran Wyoming como caricaturista.
- Francisco Rabal.
- Alfonso Vallejo.